# Castellum

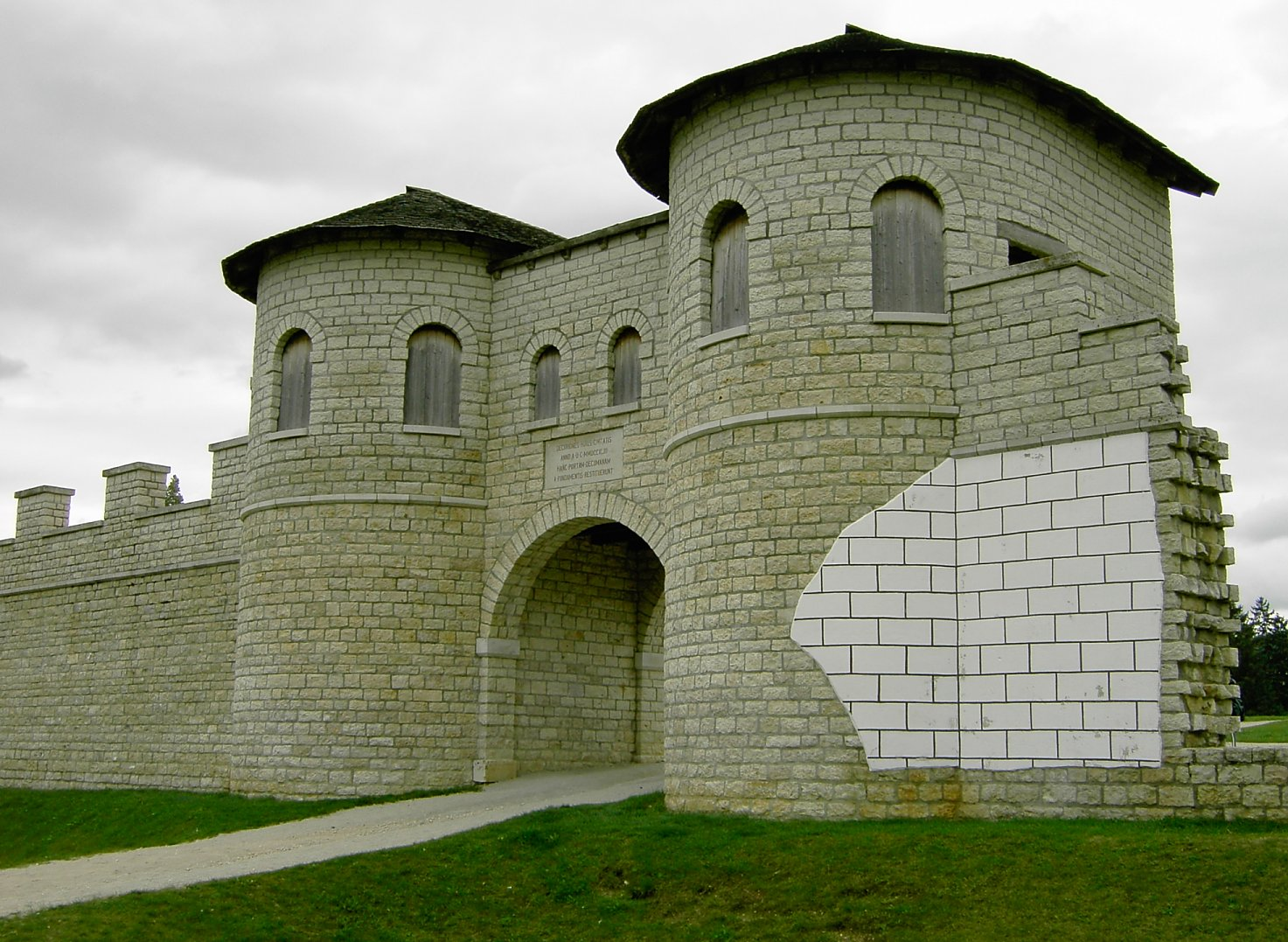
Reconstructie van de noordelijke poort van het castellum Biriciana (Weißenburg, Beieren).

Een castellum is een fort voor hulptroepen (Latijn: auxilia) van het Romeinse Rijk. Er verbleven zo'n 500 tot 1000 man, infanterie en ruiterij, bijvoorbeeld een viertal centuriae (pelotons) voetsoldaten van honderd man en twee vendels van dertig cavaleristen. Castella werden onder andere langs de limes in Nederland gebouwd. Ze worden onderscheiden van de castra, de legerplaatsen van de legioenen, waar ruim 5.000 man konden verblijven. In een klein castellum konden zo'n 500 tot 600 soldaten wonen. In een groot castellum konden zo'n 5.000 tot 6.000 soldaten wonen.
Verschillende Nederlandse steden zijn ontstaan op de plaats van antieke castella, zoals Alphen aan den Rijn (Albaniana), Woerden (Laurium), Utrecht (Traiectum), Maastricht (Mosa Trajectum) en Aardenburg. Het Nederlandse woord "kasteel" is van castellum afgeleid. Ook in België is een stad ontstaan waar vroeger een castellum stond, namelijk Oudenburg, gelegen dicht bij Oostende.
Als toponiem komt het in vele plaatsnamen voor, zij het vaak in een verbasterde vorm, onder meer in namen als Kassel (Frans: Cassel), Kessel, Castricum en Castellane.
Naast een castellum was vaak een vicus (gehucht) te vinden. De bewoners werden aangelokt door het castellum.

## Trivia
- De resten van het castellum Aardenburg in Aardenburg bevinden zich aan de Burchtstraat. Het Museum Cultuurforum Aardenburg vertelt het verhaal van het castellum.
- Van het castellum in De Meern (gemeente Utrecht), waarvan dankzij opgravingen de exacte plaats bekend is, is op dezelfde plek in 2015 een reconstructie gebouwd. De (nieuwe) naam ervan luidt Castellum Hoge Woerd. (De Romeinse naam is onbekend, althans onzeker) In een museumhal op het terrein van het 'herbouwde' castellum ligt het vrijwel complete Romeinse schip tentoongesteld dat in 1997 op de rivierbodem van een vroegere Rijn-tak in De Meern aangetroffen.
- In Alphen aan den Rijn, dat op de limes ligt, herinnert de naam van het moderne Castellum-theater en de plaatselijke volleybal vereniging VC-Castellum aan het oude castellum waarvan resten zijn aangetroffen op de oever van de Oude Rijn.
- In Houten herinnert de naam van station Houten Castellum en het gelijknamige winkelcentrum aan de Romeinse tijd. Er heeft op deze locatie geen castellum gelegen.
- In Velzeke (België) werd er een groot fort gevonden, met een Romeinse nederzetting erbij. Op deze locatie is een groot museum Provinciaal Archeocentrum Velzeke gebouwd gewijd aan de Romeinen.
- Aalter heeft ook een Castellum gehad. Hier is enkel iets van geweten dankzij archeologische opgravingen in 2008.